# لورانس ر. لارسن
لورانس ر. لارسن (بالإنجليزية: Lawrence R. Larsen) هو سياسي أمريكي، ولد في 23 مارس 1897، وتوفي في 2 مارس 1965. انتخب عضو جمعية ولاية ويسكونسن.